# Volleybal Combinatie Amigos, Smash en Avanti 2021-2022
Questa voce raccoglie le informazioni riguardanti il Volleybal Combinatie Amigos, Smash en Avanti nelle competizioni ufficiali della stagione 2021-2022.

## Stagione
Il Volleybal Combinatie Amigos, Smash en Avanti partecipa alla stagione 2021-22 senza alcuna denominazione sponsorizzata.
Si piazza al settimo posto nella regular season di Eredivisie, ottenendo poi un quarto posto al termine della Pool B. In Coppa dei Paesi Bassi, a causa di alcune positività al Covid-19 all'interno del gruppo squadra, è costretto al ritiro agli ottavi di finale.

## Organigramma societario
Area direttiva
- Presidente: Merlijne Boeracker

Area tecnica
- Allenatore: Joost Joosten

## Rosa
| N° | Nome                | Ruolo | Data di nascita   | Nazionalità sportiva |
| -- | ------------------- | ----- | ----------------- | -------------------- |
| 1  | Mathijs Apine       | C     | 18 marzo 2002     | Paesi Bassi          |
| 2  | Ties Cornelissen    | S     | 29 gennaio 2002   | Paesi Bassi          |
| 3  | Dustin Bontrop      | L     | 5 febbraio 1996   | Paesi Bassi          |
| 4  | Arne van den Bos    | C     | 2000              | Paesi Bassi          |
| 5  | Imre Harnischmacher | S     | 1995              | Paesi Bassi          |
| 6  | Delano Merfol       | P     | 19 aprile 2001    | Paesi Bassi          |
| 7  | Job Groenendaal     | O     | 1998              | Paesi Bassi          |
| 8  | Koen van den Borden | C     | 13 aprile 1995    | Paesi Bassi          |
| 9  | Nicolas Borgeaud    | P     | 25 maggio 1993    | Australia            |
| 10 | Joris Zwanenburg    | S     | 13 settembre 1995 | Paesi Bassi          |
| 11 | Timo Gras           | L     | 11 marzo 1993     | Paesi Bassi          |
| 12 | Tom van Steenis     | O     | 1º marzo 1996     | Paesi Bassi          |
| 16 | Mees Blom           | S     | 5 settembre 1998  | Paesi Bassi          |

## Statistiche

### Statistiche di squadra
| Competizione          | Punti | In casa | In casa | In casa | In trasferta | In trasferta | In trasferta | Totale | Totale | Totale |
| Competizione          | Punti | G       | V       | P       | G            | V            | P            | G      | V      | P      |
| --------------------- | ----- | ------- | ------- | ------- | ------------ | ------------ | ------------ | ------ | ------ | ------ |
| Eredivisie            | 23/16 | 15      | 8       | 7       | 15           | 4            | 11           | 30     | 12     | 18     |
| Coppa dei Paesi Bassi | -     | 0       | 0       | 0       | 0            | 0            | 0            | 0      | 0      | 0      |
| Totale                | -     | 15      | 8       | 7       | 15           | 4            | 11           | 30     | 12     | 18     |

### Statistiche dei giocatori
Dati non disponibili.